# Sherin Hosni
Sherin Hosni, née en 1994, est une personnalité marocaine, élue Miss Arab World en 2018. 
Elle est originaire de Tafraout,. 